# Online bíró
Az online bíró egy online számítógépes rendszer, amit az internetes programozói versenyeken használnak. De az ezekre való felkészülést is szolgálják, hiszen a korábbi évek feladatsorát tartalmazzák. Újabban pedig az informatika szakon vizsgákon, illetve dolgozatok írásánál is online bírót alkalmaznak.
A bíró lefordítja az adott programnyelven elküldött kódot és futtatja azt a feladathoz tartozó inputon. Ha a bírónak nem sikerül lefordítania a kódot, vagy futás közben hiba lesz, akkor hibajelzést küld a felhasználónak, ez sokféle lehet. Leggyakoribb hibajelzések angol nyelven megadott rövidítésekkel:
- CE: nem tudja a bíró lefordítani a kódot
- TLE: azaz a megadott időnél többet használ a program, mint amennyit a bíró megenged
- MLE: memória korlát túllépése
- RTE: futási hiba, általában nem definiált tömbelemre való hivatkozás
- PE: az output nagyjából rendben van ilyenkor, de van néhány felesleges üres/plusz sor például benne, illetve

néhány space karakter hiányzik, vagy több van benne, mint kéne
- WA: rossz válasz a megadott inputra

Ha sikerült lefordítani a kódot, és lefut a program, akkor a bíró már csak az előre kiszámított eredmény összehasonlítja a program által megadottal, ha egyezik, akkor AC üzenetet küld, azaz elfogadta a kódot.
A megadott honlapokon a problémák között rengeteg átfedés van, hiszen ugyanazokból a versenyekből tartalmazzák a problémákat, így nem is nagyon éri meg mindenhol regisztrálni, programozás gyakorlásához bőven elég 2-3 helyen.
Néhány online bíró:
- Valladolid Problem Archive with Online Judge, több, mint 2100 probléma, a legismertebb online bíró, a legtöbb elküldött kóddal. Laza időkorláttal.
- ACM-ICPC Live Archive, ez az acm uva testvérlapja
- Ural State University Problem Archive with Online Judge
- Saratov State University Problem Archive with Online Judge
- Peking University Online Judge
- Moscow Problem Archive with Online Judge Archiválva 2008. március 10-i dátummal a Wayback Machine-ben
- Sphere Online Judge több száz probléma, 35 programozási nyelven. Itt elég feszesek az időkorlátok.
- Lviv National University Online Judge
- Tianjin University Online Judge
- Zhejiang University Online Judge, 1885 probléma
- Harbin Institute of Technology Online Judge
- Fuzhou University Online Judge